# Felipe Tudela y Barreda
Felipe Tudela y Barreda (Lima, 3 de septiembre de 1915-Ib., 4 de noviembre de 2017) fue un diplomático y abogado peruano.

## Biografía
Nació el 3 de septiembre de 1915 en Miraflores, Lima. Su padre fue Francisco Tudela y Varela (primer ministro en el gobierno de José Pardo y Barreda), hijo de Octavio Tudela de la Flor y Carmela Varela del Valle. Su madre fue Josefina Barreda y Bolívar, hija de Felipe Barreda y Osma y Amalia Bolívar Pardo, y prima del presidente José Pardo y Barreda.
Estudió en Derecho en la Universidad Nacional Mayor de San Marcos, de la que después sería profesor de Derecho Constitucional. Entre 1937 y 1939, realizó sus estudios de Master en la Universidad de Harvard, Cambridge, EE. UU..
Fue tercer secretario en la Embajada de Perú en España. 
En 1948, cuando Víctor Raúl Haya de la Torre se recluyó en la embajada colombiana en Lima por la persecución política de Manuel A. Odría, Tudela era secretario de la delegación peruana presidida por Carlos Sayán Álvarez en la Corte Internacional de La Haya. Sayán renunció tras la primera sentencia y Tudela asumió su puesto, dándose la segunda sentencia desfavorable al Perú, en junio de 1951.
El 27 de octubre de 1951, se casó en La Haya con la baronesa Vera van Breugel-Douglas, hija del barón Casper van Breugel-Douglas y Jeanne Marie Berindei. Tuvieron tres hijos, entre ellos Francisco Tudela van Breughel-Douglas, quien fue Ministro de Relaciones Exteriores. Asimismo, entre sus nietos se encuentra la congresista Adriana Tudela.
De 1951 a 1953 fue Embajador del Perú en Brasil. Fue también miembro del Instituto Peruano de Investigaciones Genealógicas.
En 1959, fue elegido alcalde del Distrito de San Isidro en reemplazo de Carlos Neuhaus Rizo Patrón. Ocupó dicho cargo cuatro veces, hasta 1962, fundando el Museo de Sitio de Huallamarca.

### Caso Tudela
En noviembre del 2007, sus hijos, Francisco y Juan Felipe Tudela, irrumpieron en su boda con Graciela de Losada Marrou, hija de Cristóbal de Losada y Puga, a quien acusaban de haber secuestrado a su padre de 92 años. El caso llegó a los tribunales por interdicción, causando enorme polémica en la prensa peruana, ya que se acusaba a la señora Graciela de Losada Marrou y a los hermanos Tudela de disputarse la fortuna de Felipe Tudela, estimada en $60 millones, además de los intereses en las mineras Cumbres Altas y Orcopampa, esta última de la que era presidente honorario.
Para abril del 2008, Felipe Tudela desheredó a sus dos hijos (dejando como herederos a una hija y a sus nietos).
Después de salir del Perú y trasladarse a Bolivia (donde se casó por iglesia), Felipe Tudela se casó civilmente en febrero del 2009 en Miami-Dade. En mayo de ese año, la curadora designada por un juez de Miami prohibió a Graciela de Losada Marrou visitar a Felipe Tudela (quien estaba en el Mount Sinai Hospital) y, en junio, Felipe Tudela declaraba: He sido víctima de un secuestro durante un año y siete meses. Secuestro organizado por algunos miembros del estudio Rodrigo y una familia conocida de Lima, dejando sorprendida a la prensa ya que en numerosas ocasiones había dado en previas entrevistas. Tudela permaneció hospedado en el Hotel Four Seasons Miami junto a guardaespaldas contratados por sus hijos.
En octubre de 2009, un juez de Miami declaró como interdicto relativo a Felipe Tudela y Barreda y a su hijo Francisco como curador de sus bienes. Luego, Tudela y Barreda regresaría a Lima.